# Sinoelaterium
Sinoelaterium is een geslacht van kevers uit de familie  
kniptorren (Elateridae).
Het geslacht is voor het eerst wetenschappelijk beschreven in 1928 door Ping.

## Soorten
Het geslacht omvat de volgende soort:
- Sinoelaterium melanovolor Ping, 1928